# Ann Sheridan
Ann Sheridan, született Clara Lou Sheridan (Denton, Texas,  1915. február 21. – Los Angeles, Kalifornia, 1967. január 21.) amerikai színésznő.

## Élete és pályafutása
Clara Lou Sheridan néven született a texasi Dentonban. Az University of North Texas hallgatója volt, amikor nővére beküldte fényképét a Paramount Pictures stúdiónak. Ezt követően egy szépségversenyen indult, amit meg is nyert, és a díj részeként apró filmszerepet kapott a Paramounttól. A tanulmányait félbeszakítva Hollywoodba ment sikert keresni.
Első ízben 1934-ben, 19 éves korában jelent meg a filmvásznon, a Search for Beauty című filmben, és két évig jelentéktelen szerepeket játszott a and Paramount filmjeiben. A Paramount nem törődött Sheridan tehetségének kibontakoztatásával, így a színésznő 1936-ban átszerződött a Warner Bros. stúdióhoz. Ekkor változtatta meg nevét Ann Sheridanra.
Sheridan kilátásai javulni kezdtek. Egyetlen hét alatt 250 házassági ajánlatot kapott a rajongóitól. AZ 1940-es évek elején a magazinok címlapjának népszerű alakja, úgynevezett pin-up girl volt.
Ő volt a hősnője Kathryn Heisenfelt Ann Sheridan and the Sign of the Sphinx (Ann Sheridan és a szfinx jele) című regényének, amelyet a Whitman Publishing Company adott ki 1943-ban. A történet hősnőjét a híres színésznővel azonosították, de a cselekmény kitalált volt. A történet a fiatal kamaszokat célozta meg, némiképpen emlékeztetve Nancy Drew kalandjaira. A regény része volt annak a 16 könyvből álló sorozatnak, amelynek mindegyik könyvében egy-egy filmszínésznő volt a főhősnő.
Fontos szerepeket kapott, és a kritikusok illetve a nézők is kedvezően fogadták az olyan filmekben mint például az Mocskos arcú angyalok (Angels with Dirty Faces) (1938), amelyben partnerei James Cagney és Humphrey Bogart voltak, a A holnap hősei (Dodge City) (1939), Errol Flynn és Olivia de Havilland mellett, a Torrid Zone, Cagney-vel illetve az Éjszaka az úton (They Drive by Night)) George Raft és Bogart társaságában (mindkettő 1940), A férfi, aki vacsorára jött (The Man Who Came to Dinner)(1942) Bette Davis-szel, és a Királyok sora (Kings Row) (1942), amelyben Ronald Reagan, Robert Cummings és Betty Field voltak a partnerei. Kellemes énekhangja miatt olyan musicalekben is fellépett, mint például az It All Came True (1940) és Navy Blues (1941). Figyelemre méltó alakítást nyújtott két legsikeresebb filmjében, a Nora Prentiss és a The Unfaithful címűekben (mindkettő 1947).
Ezen sikerei ellenére karrierje hanyatlásnak indult. A Howard Hawks rendezte A hímnemű hadimenyasszony (I Was a Male War Bride) (1949), amelyben partnere Cary Grant volt, szintén sikeres lett, de az 1950-es években nehezen talált munkát, és alig kapott filmszerepet. Az 1960-as évek közepén az Another World című televíziós sorozatban játszott.
1966-ban Sheridan egy új televíziós sorozatban vállalt szerepet, a Pistols 'n' Petticoats című western-vígjátékban. A forgatás közben azonban megbetegedett, és máj-és torokrákban halt meg. Éveken át láncdohányos volt, és Cagney megjegyezte önéletrajzában, hogy Sheridannak a rák támadásakor nem volt semmi esélye. Testét elhamvasztották, és hamvait a Los Angeles-i Pines krematórium kápolnájában tárolták, mígnem 2005-ben végső nyughelyére került a Hollywood Forever temetőben. A Pistols 'n' Petticoats-ot hivatalosan lemondták a halála előtt, ennek ellenére utóbb néhány epizódot mégis sugároztak. Ezek közül legalább egyben szinkronizálták, feltehetőleg azért, mert a rák megtámadta a hangját, és az utolsó részekben már nem jelent meg.
Sheridan háromszor ment férjhez. Egyik férje, a szintén Warner Brothersnél játszó George Brent partnere volt a Honeymoon for Three című filmben.
A filmgyártásban játszott szerepe elismeréseként Ann Sheridannak van egy csillagja a Hollywood Walk of Fame-en.

## Filmjei
| - A szépség keresése (1934) - [(Íme az életem)] (1934) - Bolero (1934) - Gyerünk tengerészek (1934) - Gyilkosság a könnyelműeknél (1934) - Shoot the Works (1934) - Kiss and Make Up (1934) - The Notorious Sophie Lang (1934) - Ladies Should Listen (1934) - You Belong to Me (1934) - Wagon Wheels (1934) - The Lemon Drop Kid (1934) - Mrs. Wiggs of the Cabbage Patch (1934) - Ready for Love (1934) - Star Night at the Coconut Grove (1934) - Behold My Wife (1934) - Limehouse Blues (1934) - Az üvegkulcs (1935) - 99-es kocsi (1935) - Enter Madame (1935) - One Hour Late (1935) - Home on the Range (1935) - Rumba (1935) - Rocky Mountain Mystery (1935) - Mississippi (1935) - The Red Blood of Courage (1935) - Keresztesek (1935) - Hollywood Extra Girl (1935) - Fighting Youth (1935) - Fekete légió (1936) - A nagy O'Malley (1936) - Szőlő, asszonyok és lovak (1937) - Sing Me a Love Song (1937) - San Quentin (1937) - The Footloose Heiress (1937) - Alcatraz Island (1937) - She Loved a Fireman (1937) - Mocskos arcú angyalok (1938) - A brooklyni cowboy (1938) - Ajánlólevél (1938) - The Patient in Room 13 (1938) - Out Where the Stars Begin (1938) - Mystery House (1938) - Little Miss Thoroughbred (1938) | - Broadway Musketeers (1938) - Az üldözött (They Made Me a Criminal) (1939) - A holnap hősei (Dodge City) (1939) - Naughty but Nice (1939) - Winter Carnival (1939) - Indianapolis Speedway (1939) - The Angels Wash Their Faces (1939) - Castle on the Hudson (1940) - It All Came True (1940) - Torrid Zone (1940) - They Drive by Night (Éjszaka az úton) (1940) - City for Conquest (1940) - Honeymoon for Three (1941) - Navy Blues (1941) - The Man Who Came to Dinner (A férfi, aki vacsorára jött) (1942) - Kings Row (Királyok sora) (1942) - Juke Girl (1942) - Wings for the Eagle (1942) - George Washington Slept Here (1942) - Edge of Darkness (A sötétség széle) (1943) - Thank Your Lucky Stars (1943) - Shine On, Harvest Moon (1944) - The Doughgirls (1944) - One More Tomorrow (1946) - Nora Prentiss (1947) - The Unfaithful (1947) - Silver River (1948) - Good Sam (1948) - I Was a Male War Bride (A hímnemű hadimenyasszony) (1949) - Stella (1950) - Woman on the Run (1950) - Steel Town (1952) - Just Across the Street (1952) - Take Me to Town (1953) - Appointment in Honduras (1953) - Come Next Spring (1956) - The Opposite Sex (Az ellentétes nem) (1956) - Woman and the Hunter (1957) - The Far Out West (1967) |

## Fordítás
Ez a szócikk részben vagy egészben a Ann Sheridan című angol Wikipédia-szócikk ezen változatának fordításán alapul.  Az eredeti cikk szerkesztőit annak laptörténete sorolja fel. Ez a jelzés csupán a megfogalmazás eredetét és a szerzői jogokat jelzi, nem szolgál a cikkben szereplő információk forrásmegjelöléseként.